# Calibrachoa linoides
Calibrachoa linoides är en potatisväxtart som först beskrevs av Otto Sendtner, och fick sitt nu gällande namn av H.J.W. Wijsman. Calibrachoa linoides ingår i släktet Calibrachoa och familjen potatisväxter. Inga underarter finns listade i Catalogue of Life.